# プリ☆さら 〜ドキドキ×らぶらぶWファンディスク〜
『プリ☆さら』は、アダルトゲームメーカーであるアトリエかぐや Berkshire Yorksireが2009年9月18日に発売した18禁恋愛アドベンチャーゲームである。2008年6月27日に発売した『プリマ☆ステラ』と2009年2月27日に発売した『さらさらささら』の合同ファンディスクとして発売された。アトリエかぐや初のファンディスクになる。略称は「プリさら」。 

## ストーリー
合同ファンディスクということでアフターエピソードとアナザーエピソード、ハーレムエピソードが描かれている。他におまけエピソードも存在する。

### ストーリー（プリマ☆ステラ）
新妻雅の愛妻日誌 〜世界を目指す、あなたのために〜
- 雅アフターエピソード

榊晃輔はエトワールへ留学し、雅と恋人になり様々な出来事を乗り越えて結婚する。晃輔はスポーツ施設のインストラクターとして勤務する傍ら日本代表を目指し、雅はそんな彼を妻として支え、充実した日々を送っていた。
ある時、晃輔からロサンゼルスで大会があることを知らされた雅は、本人に内緒でロサンゼルスへの旅支度を始める。晃輔たちは雅の提案で家族旅行兼ハネムーンでロサンゼルスへ行き、地元では有名な選手とその恋人に出会う。
王子様の恋 〜聖夜の夜に〜
- 悠アナザーエピソード

晃輔と性的な関係を結んだ悠は自分が女であることを自覚する一方、女学院であるエトワールで「エトワールの王子様」と呼ばれてきたこともあり、戸惑いもあった。
そんな中、クリスマスに星令会主催のダンスパーティーが開かれることになり、悠は王子様としてエトワールで過ごす3年間、自分も女性として参加したく晃輔に男性パートナーとして同伴してほしいと頼む。
星屑☆大騒乱 〜騎士様は誰のもの？〜
- プリマ☆ステラ編ハーレムエピソード

エトワールを去ろうとしている晃輔は、静歌、久住、雅、巴との関係を続けており、特定の相手を決めかねているとついつい周りに流されてしまう日々を送っていた。
久住の提案により、晃輔たちは「巳各務村」という温泉街まで旅行に行く。宿に荷物を置き温泉巡り、温泉三昧になるはずが、この旅行に雅が一枚かんでいることに気付いた晃輔はただでは済まない事を感じていた。

### ストーリー（さらさらささら）
ひまわりひなた 〜若女将の恋物語〜
- まひるアナザーエピソード

吾妻 祐毅は、沙織、亜弥、月巳から夢想の相手を決めろと迫られるも、選ぶことができずにいた。ある日、彼はまひると一日を過ごす中で、互いに意識し合うようになる。その夜、祐毅とまひるは互いを意識しながら床に就くと夢想してしまう。これを機に、2人は肉体関係を結ぶ。当初まひるはこれがどのような感情なのか理解できなかったが、亜弥が諭したおかげでより一層意識するようになった。ただ、まひるは祐毅に対して素直になることができなかった。
お珠の恋 〜神と従者と一人の男〜
- お珠アナザーエピソード

お珠は、姿を隠しながらも、従者として巳各務村の神様・月巳に付き従っており、月巳の存在が消えそうになった時も自分を犠牲にしてまで月巳を助けようとした。
祐毅たちは月巳の存在を保つのに不可欠な存在であるお魂さんを探す中で、祠の近くに一人の少女が倒れているのを見つける。月巳は生前のお魂さんだという。
名医と呼ばないで 〜孤独な天才〜
- 公子アナザーエピソード

巳各務村の再建も着々と進み、祐毅は多忙な日々を送っていた。心配した部下の提案を受け、彼は巳各務村の再建の視察も兼ねて旅行に行く。
村では祭りの準備が進んでおり、沙織や亜弥、まひるは観光客の相手で大忙しだった一方、亜弥の主治医の公子は退屈そうにしていた。祐毅は公子と過ごす時間が自然と多くなり、公子の過去を知ることになる。
夢と現の間で 〜巳姫様のご乱心〜
- さらさらささら編ハーレムエピソード。共通エピソードの後日談にあたる。

月巳が祐毅と夢想しようとしていたところ、それを阻止しようと沙織、亜弥、まひるが乱入する。その結果、月巳の力が暴走してしまい夢想空間に飛ばされてしまう。そこはとても不安定な場所で下手なことはできないという。そこで提案されたのが夢想だった。まひるは異議を申し立てるも、亜矢と沙織の説得で渋々ながら出るために協力を始める。

## 登場キャラクター

### プリマ☆ステラ
榊 晃輔（さかき こうすけ）
『プリマ☆ステラ』の主人公。
『新妻雅の愛妻日誌 〜世界を目指す、あなたのために〜』では、交換留学先のエトワールで雅と出会い、紆余曲折しながらも学校を無事に卒業し、のちに雅と結婚する。学生時代の水泳大会では優勝したことがある。現在はスポーツ施設のインストラクターをしながら日本代表を目指している。両親と同居しているため、雅と二人きりの時間が作れないのが目下の悩み。
『星屑☆大騒乱 〜騎士様は誰のもの？〜』では、未だ誰も選べずにおり、雰囲気などに流されたりしていまだに彼女らとの関係を続けている。

高鷲 雅（たかす みやび）/榊 雅（さかき みやび）
声：まきいづみ
身長:165cm　サイズ:88/52/80　血液型:B型
『プリマ☆ステラ』のヒロイン。
『新妻雅の愛妻日誌 〜世界を目指す、あなたのために〜』では、エトワールへ交換留学に来た晃輔と結婚している。かつては芸能人として活動していたが、現在は引退している。結婚する際に高鷲グループの経営に関する権利をすべて拒否し、晃輔の家で両親と同居している。両親が居るため二人きりに時間が作れないのが悩み。
『星屑☆大騒乱 〜騎士様は誰のもの？〜』では、親友の静歌を通じてエトワールに来た晃輔と会っている。芸能人として活動しており人気が上がり始めている。頭の回転も速く晃輔や静歌をサポートすることも。静歌と巴ばかり相手にしているので機嫌が悪いことが多くなってきている。今回、久住と結託し晃輔を旅行に誘うという目的を果たす。
東方院 静歌（とうほういん しずか）
声：みる
身長:156cm　サイズ:85/54/83　血液型:A型
『プリマ☆ステラ』のメインヒロインで、エトワールでは「姫様」と呼ばれている。
『星屑☆大騒乱 〜騎士様は誰のもの？〜』では、晃輔を慕っており、ある事件がきっかけで晃輔を強く意識する。久住を意識しているが、最近は雅や巴をも意識し始めている。
苧島 久住（おのしま くすみ）
声：草柳順子
身長:160cm　サイズ:90/56/84　血液型:AB型
『プリマ☆ステラ』のヒロインで、エトワールの生徒意思統括組織・星令会の会長。一方で、従弟の晃輔には甘い。
『星屑☆大騒乱 〜騎士様は誰のもの？〜』では、静歌と巴が晃輔の相手ばかりしているのを不満に思い、雅と結託し旅行の手配を整えた。
日秀 巴（ひびり ともえ）
声：茶谷やすら
身長:148cm　サイズ:77/52/78　血液型:A型
『プリマ☆ステラ』のヒロインで、雅のコンダクト（世話人）手であり妹のような存在でもある。
共通ルートの後日談である『星屑☆大騒乱 〜騎士様は誰のもの？〜』では、スランプを乗り越え、静歌と同様、積極的に晃輔の相手をするようになる。
桐島 悠（きりしま ゆう）
声：かわしまりの
身長:170cm　サイズ:75/54/78　血液型:AB型
『プリマ☆ステラ』のサブキャラクターで、星令会の副会長として、久住を補佐している。中性的な顔立ちや、一人称が「僕」であることから、学園内では「王子」の異名を持つ。
『王子様の恋 〜聖夜の夜に〜』では、星令会主催の席で晃輔に男性パートナーとして出席してほしいと依頼する。本作では見ることのできなかったドレス姿を見ることができる。
ジャスティン・レオンハート
声：ルネッサンス山田
身長:190cm　血液型:B型
『新妻雅の愛妻日誌 〜世界を目指す、あなたのために〜』に登場。
晃輔がロサンゼルスで出会った水泳選手。地元では有名な水泳選手で新聞などでよく取り上げられているが本人は気恥ずかしい様子。晃輔と雅とはすぐに意気投合し選手としてではなく友人として付き合うようになる。晃輔とは互いにライバルとして認めあっている。
恋人のレベッカとは幼なじみ。両親のいない弟妹たちの面倒を見ながら水泳選手として生計を立てている。練習場所は岩礁があり波が荒く遊泳が禁止されている場所。そのため、とてもパワフルな泳ぎが出来、天性の素質も相まって大学にスカウトされるほどの腕前を持つ。
レベッカ・トールマン
声：大波こなみ
身長:152cm　サイズ:72/48/75　血液型:AB型
『新妻雅の愛妻日誌 〜世界を目指す、あなたのために〜』に登場。
ジャスティンの恋人で幼なじみ。両親のいない彼の弟妹たちの面倒をよく見てくれる「義姉」のような存在。晃輔と雅とは出会ってすぐ意気投合し良き友人として付き合う。
ジャスティンの事をよく見ており、彼が無理をして体を壊さないか心配しているが彼はそれをあまり気にしていない。同年代の晃輔たちと比較して幼い体格にコンプレックスを抱いており、それをネタにする彼に突っ込みを入れるときはどこからか出したハリセンでたたく。
榊 周平（さかき しゅうへい）
『プリマ☆ステラ』のサブキャラクターで、晃輔の父親。
『新妻雅の愛妻日誌 〜世界を目指す、あなたのために〜』では、雅の義父でもあり、晃輔の現地での練習兼家族旅行についてきた。
榊 早百合（さかき さゆり）
『プリマ☆ステラ』のサブキャラクターで、晃輔の母親。
『新妻雅の愛妻日誌 〜世界を目指す、あなたのために〜』では、雅の義母でもあり、晃輔の現地での練習兼家族旅行についてきた。

### さらさらささら
吾妻 祐毅（あづま ひろき）
『さらさらささ』の主人公。大プロジェクト「巳各務村再開発計画」を成功させようと村を訪れたが神様である月巳に頼まれ沙織や亜弥たちと親交を深めることになる。
『ひまわりひなた 〜若女将の恋物語〜』では、沙織、亜弥、月巳から言い寄られる中、まひると過ごす内に彼女に魅力を感じるようになる。そして、この村を守りたいという気持ちと彼女を大切にしたいという思いが芽生える。
『夢と現の間で 〜巳姫様のご乱心〜』では、夢想の相手を決めかねている中、月巳の夢想の暴走に巻き込まれてしまう。
白妙 まひる（しろたえ - ）
声：このかなみ
身長:155cm　サイズ:76/55/76　血液型:A型
『さらさらささら』のサブキャラクター。
『ひまわりひなた 〜若女将の恋物語〜』ではメインヒロインとして登場している。最初は祐毅のことを亜弥に付く悪い虫と思っていたが、一緒に過ごしていくうちに意識するようになり、夢想を体験、身体を重なるようになった。
月巳の夢想が暴走する騒ぎを描いた『夢と現の間で 〜巳姫様のご乱心〜』でも、祐毅に対して素直になれない様子を見せている。
天戸 沙織（あまと さおり）
声：榎津まお
身長:162cm　サイズ:85/54/79　血液型:O型
『さらさらささら』のヒロインで、巳各務神社の巫女。
『ひまわりひなた 〜若女将の恋物語〜』では、まひると友達のような付き合いをしており、祐毅との関係も渋々認めている。
『夢と現の間で 〜巳姫様のご乱心〜』では、嫉妬心から祐毅へ近づこうとする月巳を襲撃したため、月巳の夢想が暴走する結果を招いている。
白妙 亜弥（しろたえ あや）
声：遠野そよぎ
身長:158cm　サイズ:89/56/84　血液型:A型
『さらさらささら』のヒロインで、まひるの姉にあたる。
『ひまわりひなた 〜若女将の恋物語〜』では、祐毅に夢想の相手として選んでもらおうと躍起になっている。祐毅に惹かれつつある妹の相談に乗ったり導いてたりする。
『夢と現の間で 〜巳姫様のご乱心〜』では、月巳の夢想の暴走に巻き込まれる。一見おとなしそうに見えるが芯が強い部分があり、「女は度胸」の掛け声と共に祐毅に抱きつくなどした。
各務 月巳（かがみ つきみ）
声：岩田由貴
身長:172cm　サイズ:95/55/83　血液型:???
『さらさらささら』のヒロインで、巳各務村の土地神である。
『ひまわりひなた 〜若女将の恋物語〜』では、祐毅がまひると夢想したことにいち早く気づいたが、あまり気に留めておらず、夢想を続けるように言う。
『夢と現の間で 〜巳姫様のご乱心〜』では、未だに夢想の相手を決められない祐毅に苛立ちを覚え、自らを選んでもらおうとして夢想を展開したところ、亜弥とまひる、および沙織の襲撃を受ける。その結果、発動途中だった夢想が暴走し祐毅の部屋にいた全員を夢想空間に飛ばしてしまった。
白妙 茂吉（しろたえ もきち）
声：片岡一郎
身長:178cm
『さらさらささら』のサブキャラクターで、亜弥とまひるの父親にして巳各務村の村長である。
『ひまわりひなた 〜若女将の恋物語〜』では、娘たちを大切に思っているが口下手で思っていることを言葉にできない。
白妙 由紀子（しろたえ ゆきこ）
声：このかなみ
身長:170cm　サイズ:92/58/80　血液型:型
『さらさらささら』のサブキャラクターで、亜弥とまひるの母親にして「水翡館」の女将。
『ひまわりひなた 〜若女将の恋物語〜』にて登場。
お魂さん（おたまさん）/お珠（おたま）
声：水瀬沙季
身長:156cm　サイズ:80/55/76　血液型:A型
『さらさらささら』のサブキャラクターで、本編では月巳の従者として登場している。
『ひまわりひなた 〜若女将の恋物語〜』では、夢想の説明時に登場するのみである。
『お珠の恋 〜神と従者と一人の男〜』では、祠の近くに倒れているところを祐毅と月巳に助けられる。人魂の姿ではなく、一人の少女として受肉している。それは生前の姿で自分でも驚いているが、存在の維持には祐毅の協力が必要不可欠で…。何度か体を重ねているうちに祐毅に対し恋心を抱くようになる。
黒崎 公子（くろさき きみこ）
声：かわしまりの
身長:170cm　サイズ:94/60/85　血液型:AB型
『さらさらささら』のサブキャラクターで、本編では亜弥の主治医を務めていた。
『名医と呼ばないで 〜孤独な天才〜』の序盤では亜弥が元気になったことから開店休業中だった。
専門は心臓外科だが、病院に勤めていた頃は病院同士の引き抜きや嫌がらせに嫌気がさし姿を消す。
茂吉と出会い、閑静な村で亜弥の主治医として住むことになる。都会が嫌いで、開発が進むにつれて取材の申し込みも多くなるが断っている。

## スタッフ
- 原画：choco chip
- シナリオ：近江達裕、尾之上咲太、玉沢円　他
- オープニングテーマ 『風の彼方』
  - 作曲・編曲：Meis Clauson 歌：yuiko

## 評価
『PC Angel neo』に本作のレビューが掲載された。レビュアーの水樹瞬は、本編2作品を両方ともプレイ済みであることが前提になっているとしつつ、気楽にエロを楽しめる短編ノベルという側面もあるため、グラフィックが気に入れば実用性は充分であると述べている。「新妻雅の愛妻日誌」では主人公の挑戦を支える雅の、新婚らしい初々しさがよかったと評している。また「ひまわりひなた」は、本編でエッチシーンがなく物足りなく感じたユーザーも満足できる内容になっているとし、性格的にきつい面が目立つまひるの女の子らしい一面が見られるとしている。